# جلفراي
چلفراي أو الجلّفراي هي اكلة عراقية تتكون من لحم الغنم و الخضار كالبصل والبطاطا والفلفل الاخضر والطماطم و التوابل، وهي غنية بالبروتين والفيتامينات والمعادن بالإضافة إلى أنها شهية للغاية وسهلة التحضير.